# マルサン商店
マルサン商店（マルサン、1947年 - 1968年、1969年 - ）は、日本の玩具・模型メーカーである。20世紀中盤にブリキ玩具や国産プラスチックモデル、怪獣のソフトビニール人形で人気を博した。本社は東京都台東区浅草寿町1-12にあった。1967年にマルザンに改名後、1968年に倒産。1969年にマルサンとして再建されたが、新会社は旧マルサンの資産や従業員はほとんど継承していない。ソフビ怪獣関連の業務は、同時期に設立されたブルマァクに実質的に引き継がれた。

## 概要
マルサン（マルサン商店、マルザン）は1923年に石田直吉が東京浅草に設立した石田製作所の流れを受け継ぐ玩具・模型メーカーである。1950年代にブリキ玩具の名作を作り出したメーカー、「プラモデル」を商標登録することで「日本初国産プラモデル」と称して発売、プラスチックモデルの普及に尽力したメーカー、そしてソフビ怪獣を初めて世に出し一世を風靡したメーカーとして知られる。1968年に倒産。翌年に再建されたマルサンは名称と「プラモデル」の商標以外は旧マルサンの資産を殆ど引き継いでおらず、旧マルサンの事業の一部は同時期に新たに設立されたブルマァクに引き継がれた。

## 沿革
1947年（昭和22年）に石田晴康（いしだ はるやす）、晴康の実弟石田實（いしだ みのる）、義弟の荒井康夫（あらい やすお）の3人がマルサン商店の屋号で玩具業を開始。マルサンの名称は元々石田晴康が以前奉公していた野地方三商店の商標が「○」に「三」であり、それを借用して「マルサン」と読ませて屋号にしていたものであるが、新たに「3人で始めたのでサン」という意味合いも加えたとされる。1950年に株式会社マルサン商店となり、石田晴康が社長に就任した。ロゴマークは「○」に「SAN」を入れたものを使用した。
当初はセルロイド人形や双眼鏡、顕微鏡などの光学玩具を扱う。主にアメリカ向け輸出商品として製造、販売を行なっていた。1953年（昭和28年）にブリキ玩具の傑作と呼ばれたキャデラックを発売。当時のブリキ玩具がおよそ300円 - 500円だったのに対しこの商品は1500円という高額で発売されるもその精巧さから人気商品となりマルサンの知名度を向上させた。
しかし1954年12月にアメリカで「日本のセルロイドは発火性があり危険である」とされ、急速にセルロイド製品は市場から姿を消した。セルロイド人形を販売していたマルサンもこのあおりを受け新商品の開発に乗り出した。アメリカ・レベル（当時の表記は「ラベール」）社が1953年に発売した「原子力潜水艦ノーチラス号」のプラスチック・モデルなどを参考とし、1958年（昭和33年）12月に「プラモデル」の商標登録とともに、「日本初のプラモデル」と称して国産プラスチック・モデルを世に送り出した。この時の商品群は以下の4つである。

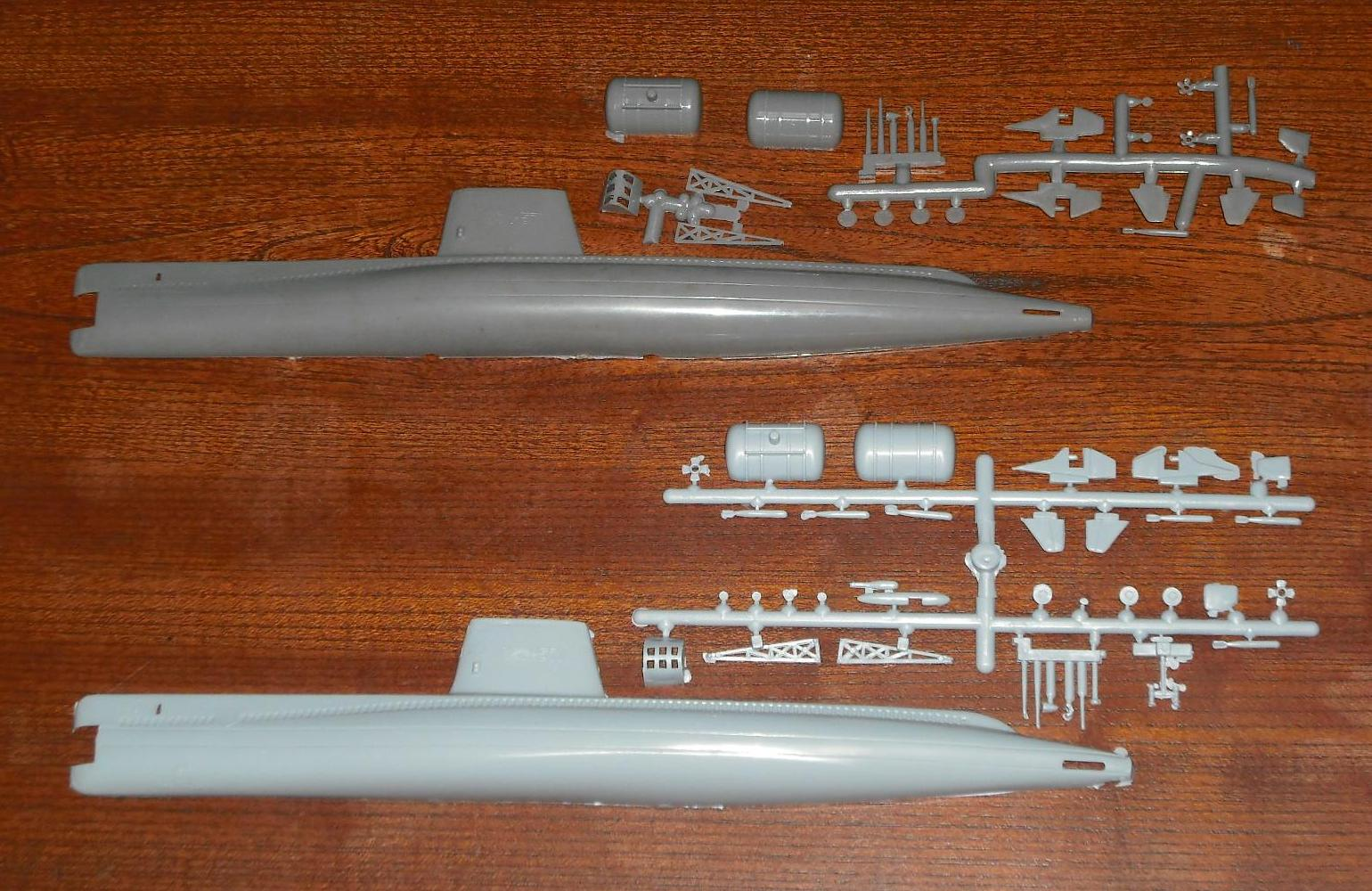
マルサン製（童友社版）と元となったレベル製（上）のノーチラス。形状、部品分割ともほぼ同じであるが、船体の寸法はマルサンの方が僅かに小さく、ランナー内の部品配置も異なる。

- SSN-571 原子力潜水艦 ノーチラス 1/300スケール

レベル社のキットのコピー。現在金型は童友社が所有し、「日本最初のプラモデル」と称しての再発売を数回行っている。昭和33年12月15日付の『日本模型新聞』は、「本邦最初のプラスチック・モデル」として本製品が12月初旬に発売されたと報じている。
- ダットサン1000 211型セダン 1958年型 1/25スケール

マルサン記述では211型ではあるが正確には210型である。「和工樹脂」が日産自動車の賞品、販促品用として企画、開発し1958年10月頃に発売。「和工樹脂」は日産自動車に納入すると共に一般にも販路拡大のため問屋、模型店にも売り込み販売を開始した。そのことを知ったマルサン商店は、和工樹脂に対して製品を全てマルサン側に納入するよう提案。マルサン商店は数カ月後に「ノーチラス号」の発売を予定しており、「ノーチラス号」を「日本最初のプラモデル」として大々的に売り出す予定であったため、それに先行する形で和工樹脂のダットサンが市場に流れるのを防止する必要があった。和工側としては営業活動が省けるためにそれを応諾、マルサンは箱に印刷された和工樹脂のマークの上にマルサンの自社ブランドのシールを貼って、ノーチラス号と同時期に発売した。なお、和工樹脂はダットサンの発売と同時にプラモデル用の塗料も開発し、それを「プラカラー」と呼び、プラスチックモデルのことを「プラモデル」と社内では使っていた。マルサンが「プラモデル」「プラカラー」を最初に商標登録したことから、「プラモデル」の名称の発明者はマルサンであるとする後世の文献が存在するが、実際には「プラモデル」の名称の発明者は和工樹脂であり、マルサンはそれを盗用したに過ぎない。
なお、和工樹脂のダットサン1000並びに日野ルノー、トヨペット等々の製品は和工樹脂、マルサンの両方のブランドにて並行販売されている。
- PT212 哨戒水雷艇 1/100スケール

レベル社のキットのコピー。この金型はノーチラス号の金型より製作が難しくマルサンでは作っていない、他社より提供されたものであった。
- ボーイング B-47 ストラトジェット 1/200スケール

オーロラ社のキットのコピー。
発売に際し、マルサンは和工樹脂がすでに社内で使っていた「プラカラー」、「プラモデル」を商標として採用し、1959年（昭和34年）に商標登録を行なった。しかし当時日本では組み立て式プラスチックモデルは殆ど存在しておらず、理解も得られなかった為販売は苦戦した。問屋は部品がバラバラに入っている事から「なんだ、このクズは」と言って買い取りを拒否した。そこでマルサンは開局したばかりのフジテレビで日曜日午前10時から25分間『陸と海と空』という番組を放送、司会は既にアメリカ製のプラモデルを組み立てていた三遊亭小金馬。毎週一つのキットを紹介するコーナーを設けたところ知名度が急速に高まり、マルサン製品は元より、他社の模型の売れ行きも伸びたという。番組の視聴率は20%に達し放送は2年間続いた。
流行となった為に周辺商品も開発する必要に迫られ「プラカラー」「プラシンナー」「プラボンド」という商品名で模型用塗料、溶剤、接着剤なども販売していた。後発の模型企業が参入して来た際「プラモデルと呼べるのはマルサンだけ」という惹句で自社の商標を前面に出した宣伝を行なった。また、かつてキットをコピーしたレベル社と提携し、「マルサン・ラベール提携品」と称して多くのレベル製品の国内販売を行う一方、純国産プラモデルの開発にも力を注いだが、海外メーカーのキットのコピーも引き続き行われていた。
1965年（昭和40年）のスロットカーブームでは多額の設備投資を行ったが、ブームの早すぎる終息により多くの負債が残された。1966年（昭和41年）には『ウルトラQ』や『ウルトラマン』に登場する怪獣のソフトビニール人形を発売。当初問屋の評価は低かったが、子供の支持を受け大ヒット商品となった。これらの商品は第一次怪獣ブームの人気の一端を担った。
1967年（昭和42年）には社名を株式会社マルザンに変更した。これは、ソフビ怪獣の大ヒットにもかかわらず、スロットカーブーム時の負債のために経営が安定しなかったため、当時の社長石田實が姓名判断家の意見を取り入れ、マルサン（丸散 = 金が散る）からマルザン（丸残 = 金が残る）へと変えたものである。ロゴマークも赤丸を上下に分割し、小文字で「san」と記入したものに変更された。当時のカタログやプラモデルのパッケージでは、社名は「K.K.マルザン」となっているが、「MARUSAN」や「マルサン/プラモデル」などの表記もみられ、社名変更後もブランド名としてはマルサンが使用されていた。
1968年（昭和43年）に入ると第一次怪獣ブームにも陰りが現れ、ブームを牽引していた『ウルトラセブン』の放送終了後程なくマルザンは倒産した。債務整理は順調に進み、事業の一部はマルサンの元社員が新たに設立したブルマァクに受け継がれ、プラモデルの金型もブルマァクの他日本模型、富士ホビー、童友社等の複数の会社に引き継がれた。
1969年（昭和44年）に石田實が（株）マルサンとして事業を再開したが、マルザン時の資産は処分済みであり、ほぼ0からのスタートとなった。新しいロゴマークは、赤丸を上下に分割し、大文字で「SAN」と記入したものを使用し、「プラモデル」の商標も引き続き用いていた。1970年代前半にはウルトラシリーズのミニソフビやミニプラモ、1/100スケールの日本傑作機（パチパチキット）などを発売した。しかし経営は苦しく、1970年代半ばには「プラモデル」の商標権を大手問屋の三ツ星商店に売却している。1970年代後半以降はOEM事業が中心となって玩具・模型の表舞台から姿を消し、再開後に開発されたプラモデルの金型も他社に譲渡された。1981年にはプルバックやノコノコ歩行のゼンマイに使用する小型ギアボックスを開発し、多くのメーカーの製品に使用されている。1997年に折からの昭和レトロブームの中で、マルサン・オリジナル怪獣を復刻販売、以降昭和時代のソフビの復刻版や、昭和テイストで新規造形されたソフビ人形などの販売を行っている。

## 製品

### スケールプラモデル
マルサンの製品には、自社開発によるオリジナルキット、海外メーカーとの提携により国内販売を行ったキット、他社の製品をコピーしたキットの3種類がある。提携先としては、上述のレベルのほか、PyroとSnapがある。レベルとの提携は1960年に始まり、1964年に提携先がグンゼ産業に変わるまでの間に多種のレベル製品を国内販売した。提携品のパッケージは基本的にアメリカ版と同一で、マルサンのロゴと、「マルサン・ラベール提携品」の文字が追加されていた。また、一部の製品には日本語の組立説明が添えられていた。Pyroからは箱スケールの船舶キットが5点ほど、Snapからは1/40スケールの米軍軍用車両、火砲、ミサイル、ヘリコプターなどのキットが十数点、それぞれアメリカ版に準じたパッケージで発売されている。他社製品のコピーはプラモデル開発当初から1960年代半ばまで続けられ、コピーされたメーカーも、レベル、モノグラム、オーロラ、リンドバーグ、ITC、ロコなど多数にわたった。また、1960年代半ばからアメリカのUPC (Universal Powermaster Corporation) が多種のマルサン製品を輸入し、自社パッケージでの販売を行っている。その中には米国メーカーのキットをマルサンがコピーしたものも含まれていた。1960年代末には同じくアメリカの玩具メーカーEldonが1/72複葉機、1/100戦闘機、HOスケール軍用車両などのキットを輸入し、ブックマッチ形式のパッケージでマッチキット(Match Kit)の名称で販売している。ブックマッチ形式のパッケージはマルザン末期の製品にもみられる。
- 1/100世界の名機シリーズ : 主力シリーズの1つで、第二次世界大戦期の各国戦闘機が中心であるが、B-29、B-24のような四発爆撃機や、F-86、F-104のようなジェット戦闘機も製品化されていた。
- 1/50世界の名機シリーズ : 1/100と並ぶ主力シリーズの1つ。九七司偵や百式司偵、零式三座水偵など、当時の国産キットではトップクラスの製品が含まれ、特にF-86Dは自衛隊で使用中の機体だったこともあり、ギミック、外形の正確さともに海外一流メーカーの製品に引けを取らなかった。一方、本シリーズの外国機の大半は、モノグラムやリンドバーグなどの米国メーカーの1/48スケールキットのコピーであった。
- マッチ箱シリーズ : 年少者向けの長さ3-4cm程度の、小型で安価な航空機キット。
- 民間機シリーズ : 1/125スケールの旅客機など。
- 傑作機シリーズ : 1/50、1/100以外の各種スケールの航空機キット。1/35スケールの零戦など一部を除き、殆どが海外メーカーの箱スケールキットのコピー。
- 1/72複葉機シリーズ : デッドコピーではないが、レベルの1/72スケール複葉機キットの影響を強く受けた製品。マルザン末期の製品であり、実際にマルザンブランドで発売されたかどうかは不明であるが、Eldonから他の1/100スケールキットと共に発売されている。後に日本模型、富士ホビー、サニー、アメリカのEntexなどからも発売された。さらにESCIから発売された複葉機キットも本キットの金型またはそのコピーを用いている。
- 1/700日本連合艦隊シリーズ : 戦艦、空母、重巡洋艦の計10点程。多色成形のフルハルモデルで、モーターで水上走行が可能なほか、煙突から煙を出すギミックを持っていた。
- 1/400日本連合艦隊シリーズ : 大和、武蔵、信濃の3点。
- 帆船シリーズ : 1/1000、1/400、1/200スケールの日本丸、海王丸など。
- 魚雷艇シリーズ : スケール表示はないが、1/100スケール程度の各国魚雷艇。
- 機甲師団シリーズ : HOスケールのドイツとアメリカの軍用車両、火砲およびフィギュアセットなど。全てオーストリアRoco社のミニタンクシリーズのコピーだった。通常の箱ではなく、初版は透明のプラスチックケース入り、再版はブックマッチ形式のパッケージで発売された。
- 透視解剖模型シリーズ : 外装をクリア成形した人体、動物、昆虫など。
- 1/100パチパチキット : 再建されたマルサンが1973年に発売したキット。外国機の発売も予定されていたが、日本の戦闘機6点のみが発売された。外形の正確さ、表面のモールドなど、旧製品とは一線を画したキットで、金属部品を用いて脚をワンタッチで出し入れするギミックを持っていた。ただし、金属部品の扱いは年少者には難しかったため、後に脚の可動ギミックは廃止された。1970年代後半に金型は童友社に移り、以後長らく生産が続けられている。また、2003年にはブラインドボックス形式の塗装済みキットの翼コレクションシリーズに金型が利用されて人気を博し、後にほぼ同一フォーマットで他機種の金型が新規製作されている。

### キャラクタープラモデル
最初に発売されたキャラクターモデルは1964年の電動ゴジラとバラゴンで、1966年から1967年にかけては同様のギミックで歩行する、『ウルトラQ』や『ウルトラマン』に登場する怪獣が10点以上発売された。『ウルトラマン』で発売されたメカはジェットビートルと特殊潜航艇S号のみで、続く『キャプテンウルトラ』や『ウルトラセブン』では一転してメカ中心の製品展開となり、ウルトラホークやポインターはそれぞれ大、中、小の3タイプが発売されている。海外の映画やテレビドラマからも、『宇宙家族ロビンソン』のジュピター2号やスペースタンク、『2001年宇宙の旅』のオリオン宇宙船、『ミクロの決死圏』のプロテウス号などのメカが発売されている。また、トッポ・ジージョやミッキーマウス、ドナルドダックなどのディズニーキャラクター、ターザンなどのフィギュア系のキットも発売された。これらの内、電動のウルトラマン、パゴス、ペギラの3点はUPCブランドで米国内でも発売されている。1968年の倒産後、ジェットビートルやポインターなど一部ウルトラメカの金型はブルマァクに引き取られ生産が続けられたが、その他のキャラクターモデルの金型は、電動ゴジラやマスコット怪獣などごく一部を除いて溶解処分された。ゴジラの金型も失われたと考えられていたが、レトロ玩具販売店のノスタルジック・ヒーローズの手で30年ぶりに復刻された。続いて電動ウルトラマンも復刻された。
再建後のマルサンの製品は50円ないし100円の小型キットが中心となった。1972年から1974年にかけて『ウルトラマンA』、『ウルトラマンタロウ』、『ウルトラマンレオ』に登場する怪獣やメカを製品化している。第2期ウルトラシリーズ終了後の1975年にはアニメ『宇宙の騎士テッカマン』に登場するメカも製品化した。1970年代半ば以降、一部の商品は商標をプラモデルからプラ模型に変え、袋パッケージで駄菓子屋などで販売された。また1980年以降、童友社から一部の商品が無版権のオリジナルメカとして再発売された。

### ソフトビニール玩具
1966年に『ウルトラQ』と『ウルトラマン』に登場する怪獣のソフビ人形を発売して以降、『キャプテンウルトラ』、『ウルトラセブン』や、『快獣ブースカ』のようなテレビ番組、東宝のゴジラシリーズや大映の『大魔神』、ガメラシリーズなどの映画作品に登場する怪獣やキャラクターのソフビ人形を大量に発売している。対象とした作品はキャラクタープラモデルとほぼ同じであるが、金型の製作が容易な分、製品の種類はソフビの方が遥かに多かった。発売のピークは1967年で、怪獣ブームに陰りが見え始めた1968年にはソフビ人形の発売も減少している。マルザンの倒産後は、ソフビの金型は版権とともにブルマァクに移り、更なる展開を果たしている。新生マルサンの方はウルトラシリーズの版権が得られないため、オリジナルデザインのソフビ怪獣を発売していたが、その中にウルトラエースという商品があった縁で『ウルトラマンA』のミニソフビの版権を得、それ以降『ウルトラマンレオ』までのウルトラシリーズのミニソフビを発売している。

### ブリキ玩具
1953年に発売されたキャデラックは、欧米でも人気を博し、フリクション動力版に加え電動版や、リモコン操作が可能なバージョンも発売された。翌1954年にはフリクション動力で実際に水中を10メートル以上進むことのできる潜水艦を発売している。この製品も人気を博し、各種バリエーションの合計では全世界で100万個以上を販売している。上記以外にも1950年代から1960年代初めにかけて乗物を中心に多くの種類のブリキ玩具を発売し、欧米にも輸出している。また、1964年にはリモコン電動歩行のゴジラを発売、1966年以降には電動歩行のウルトラマンなども発売している。

## 最初の国産プラスチックモデル (プラモデル) と称していた問題について
マルサンはプラモデルを商標登録した事で「日本初のプラモデルメーカー」と紹介される。しかし、プラスチックモデルは前述のとおり、「和工樹脂」というメーカーがマルサンより先にダットサン1000セダンを発売している、また、それ以前に大阪布施の「(株)日本プラスチック」が1956年10月頃に「ゼロ戦」を発売し、その後すぐに1957年春にはゴム動力の「原子力潜水艦ノーチラス号」を発売している。順番で言うならば3番手のメーカーである。
またマルサンの最初のプラモデルのノーチラス号は、金型を自社で作ってはいるものの、レベル社製品を石膏で型取りして雌型を作り、工作機械でなぞって金型に複製した外国製品のデッドコピーである。また過去には、純国産プラスチック・モデル第1号として次のようなキットの名が挙げられていた。
- 日本模型1/400スケール「伊号潜水艦」

日本模型がマルサンに3ヶ月ほど遅れて1959年3月10日に発売した純国産キット。マルサンのノーチラスがディスプレイモデルだったのに対し、ゴム動力により走行し、価格も100円と安価だったため大人気商品となった。過去にはこのキットが純国産プラスチック・モデル第1号とされることが多かった。
- 和工1/25スケール「ダットサン1000」

マルサンブランドでノーチラスと同時期に発売された。パーツ構成こそ米国製キットに範をとっているものの、設計自体は完全に日本オリジナルである。発売は1958年10月頃で、マルサン商店のノーチラス号よりも2ヶ月ほど早かった。和工樹脂製品のダットサンの上箱のロゴマークの上にマルサンのシールを貼って発売したものである。

東京練馬区に住んでいた町の発明家「関孝太郎」は車のプラモデル化を企画し、それを日産自動車に持ち込んだ、日産は自社のデザイナーを派遣、200万の資金援助をし開発に全面的に協力した。そして、関は射出成形機メーカーの「日精樹脂工業」の創業者である青木固に金型の開発から製品化までを依頼、その製品化に成功した。ダットサンの後に発売された「ダットサン　スポーツ」、「日野ルノー」、「トヨペット」などは全て「日精樹脂工業」が開発製造したものである。
- 日本模型1/60スケール「ソニー号 ベル47J」

一般販売されたのは1959年の10月であるが、「日本プラモデル50年史」によればソニーの促販グッズとして伊号潜水艦に先行して製作されたものとされる。
- NBK日本文化教材社　「原子力潜水艦ノーチラス号」

これは、株式会社日本プラスチックが1957年春頃に発売したゴム動力のノーチラス号の金型により再販された、箱絵を変えキットも組み立て説明図も日本プラスチックのものを使用して発売され、その後説明図だけはNBKのロゴマークに変えられて発売された。発売は1959年2月であり、日本模型の伊号潜水艦の発売は1959年3月10日なので、それよりも一ヶ月早い発売だった。
- 日本プラスチック1/50スケール「零戦」、「ムスタング」

1956年10月頃に発売、その後すぐの1957年春にはゴム動力のノーチラス号を発売した。株式会社日本プラスチックの登記簿上では1956年3月の設立になっている。
以上のように日本最初のプラスチックモデルが何だったかについてはこれまでいろいろと取りざたされてきたが、これまでの資料、関係者の証言などにより株式会社日本プラスチックが1956年10月頃に発売した「ゼロ戦」が日本初のプラスチックモデルであることが検証され確認された。
ただ、マルサン商店が日本において「プラモデル」という名称とともに大々的に製造販売したメーカーであることは間違いない。テレビ番組の提供も含めた積極的な宣伝活動によって殆ど知られていなかったプラスチックモデルという新商品を広く認知させ、結果として他のメーカーの参入をも促し、マルサン商店が日本のプラスチックモデルのパイオニアと呼ばれるのも不思議ではない。ただ、過去に語られていたマルサン伝説などの物語については関係者などの意図的に作られた証言、模型ライターの調査不足による捏造されたものである。

## 脚註